# Jean Compagnon
Jean Compagnon (Reyrieux, 20 januari 1837 - Parijs, 17 november 1900) was een timmerman die heeft deelgenomen aan de bouw van verschillende opmerkelijke bruggen en viaducten en aan de bouw van de Eiffeltoren.
Jean Compagnon, geboren in Reyrieux, in Ain, volgde een driejarige leertijd als timmerman. In 1855 verliet hij zijn geboortedorp om naar Parijs te gaan, waar hij de eerste Wereldtentoonstelling bijwoonde en waar hij voor verschillende ondernemers werkte. Tegelijkertijd en gedurende drie jaar ging hij naar de school voor volwassenen aan het National Conservatory of Arts and Crafts om zijn vaardigheden te verbeteren. In 1859 werd hij aangenomen als assemblagemedewerker op het viaduct van Vincennes en werd hij gepromoveerd tot teamleider timmerman. Hij ontmoet de directeur van het bedrijf, Ernest Goüin, die het integreert in het bedrijf waar het voorman en voorman wordt.
Hij scheepte zich in naar Rusland om metalen bruggen te bouwen op de lijn van Sint-Petersburg naar Warschau. Terug in Frankrijk trouwde hij in 1863. Het jaar daarop was hij voorman bij Villaréal de Zumaraya in Spanje , voor de aanleg van de spoorlijn in de Pyreneeën. In 1865 was hij voorman belast met het bouwen van bruggen over de Po en vervolgens bij Ariano in Italië.
In 1869 keerde hij terug naar Rusland, nog steeds namens de firma Goüin, voor de bouw van een grote brug over de Wolga en andere werken. In 1872 werkte hij voor de Société de construction des Batignolles op de bouwplaats van de Marguerite-brug over de Donau in Boedapest, Hongarije. In 1876 bouwde Jean Compagnon, namens het Maison Gustave Eiffel, bruggen in Portugal over de Douro, waaronder de opmerkelijke Maria Pia-brug, toen in Frankrijk, over de Garonne. Het wordt vervolgens verdeeld voor werken van gedurfd ontwerp in Hongarije en in Cantal bij het Garabit-viaduct.
Van september 1887 tot 1889 kreeg hij de opdracht om de Eiffeltoren te bouwen, een kroon op zijn carrière als timmerman.
Jean Compagnon is overleden op 17 november 1900 in het 16e arrondissement van Parijs [terwijl hij leiding gaf aan de bouw van het Viaurviaduct, dat zijn opvolger, Gaboris, zou voltooien. Zijn zus Louise liet hem begraven in Reyrieux, waar zijn weduwe, Jeanne Métra, zich bij hem zou voegen.

## Decoratie
Hij werd benoemd tot ridder in het Legioen van Eer, op 4 juni 1889.
- Base Léonore: LH//578/18